# Hillel Slovak
Hillel Slovak (ur. 13 kwietnia 1962 w Hajfie, zm. 25 czerwca 1988 w Los Angeles) – amerykański muzyk pochodzenia izraelskiego, pierwszy gitarzysta kalifornijskiego zespołu rockowo-funkowego Red Hot Chili Peppers.

## Życiorys
Był synem polskiej Żydówki i jugosłowiańskiego Żyda. W 1967 przeprowadził się wraz z rodzicami do Kalifornii. W Fairfax High School zaczął uczyć się grać na gitarze. To właśnie w szkole poznał Anthony’ego Kiedisa i Michaela Balzary (znanego również jako Flea), którego nauczył grać na gitarze basowej. Stworzyli oni zespół o nazwie „Tony Flow and the Miraculously Majestic Masters of Mayhem”, napisali jedną piosenkę – „Out In L.A.” – i wystąpili jako support Neighbor’s Voices. Występ od początku był traktowany raczej jako żart, jednak sprawa nabrała rozpędu i zespół w 1983 przekształcił się w Red Hot Chili Peppers.
Hillel szybko uzależnił się od heroiny i opuścił zespół, postanawiając poświęcić się w pełni swojemu odrębnemu projektowi – What Is This? (głównym powodem podjęcia decyzji było podpisanie przez What Is This? kontraktu płytowego). Wraz z Hillelem z zespołu odszedł Jack Irons, który również grał w What Is This?. Po rozmowie z Flea powrócił do RHCP, by nagrać dwie płyty: Freaky Styley oraz The Uplift Mofo Party Plan. Jednak uzależnienie jego oraz Anthony’ego Kiedisa od narkotyków coraz bardziej utrudniało pracę zespołu. Wielokrotnie Hillel był pod tak silnym wpływem substancji odurzających, że z trudem utrzymywał gitarę na koncertach. W trakcie tras koncertowych zdarzało się, że odmawiał wyjścia na scenę z powodu braku sił lub schodził z niej w połowie, zmuszając zespół do dokończenia koncertu bez gitary. Hillel został odnaleziony martwy przez policję w swoim mieszkaniu w Hollywood 27 czerwca 1988. Sekcja zwłok wykazała, że zmarł w wyniku przedawkowania heroiny dwa dni wcześniej – 25 czerwca 1988. Zmarł w wieku 26 lat.
John Frusciante zastąpił Hillela jako gitarzysta Red Hot Chili Peppers. Dalsza twórczość zespołu często przywoływała postać Slovaka. Właśnie jemu poświęcone są między innymi piosenki: „Taste the Pain”, „Knock Me Down”, „My Lovely Man”, „Under the Bridge”, „Otherside” i „Soul to Squeeze”.
Hillel został pochowany na Mount Sinai Memorial Park Cemetery w Hollywood w Kalifornii. Jego brat, James, wydał w 1999 książkę „Behind the Sun: The Diary and Art of Hillel Slovak”, w której znajdują się fragmenty jego pamiętnika oraz reprodukcje malowanych przez niego obrazów.
W 29 rocznicę śmierci Slovaka Red Hot Chili Peppers wraz z pierwszym perkusistą grupy, Jackiem Ironsem, zagrali występ na jego cześć.